# Zgrada Kundek u Ivanić-Gradu
Zgrada Kundek u Ivanić-Gradu,  par zgrada u mjestu i gradu Ivanić-Grad, zaštićeno kulturno dobro.

## Opis
Zgrade iz 19.stoljeća., u Ivanić-Gradu, na adresi Kundekova 2 i 4. Stambena jednokatnica klasicističkih karakteristika sagrađena je u 19. stoljeću u dvije faze. Stariji dio izduljenog pravokutnog tlocrta nastao je prije 1865. godine, a bočno postavljeno krilo krajem stoljeća. Poznata je kao kuća gradonačelnika Đure Kundeka. Ubraja se među najstarije sačuvane objekte u gradu, a ističe se dimenzijama i reprezentativnim karakterom.

## Zaštita
Pod oznakom Z-4670 zaveden je kao nepokretno kulturno dobro - pojedinačno, pravna statusa zaštićena kulturnog dobra, klasificirano kao "sakralna graditeljska baština".